# Line Printer Daemon protocol
O Line Printer Daemon protocol/Line Printer Remote protocol (ou LPD, LPR) é um protocolo de rede para submissão de trabalhos de impressão para uma impressora remota. A implementação original do LDP foi no sistema de impressão da Berkeley no sistema operacional Unix BSD. O projeto LPRng também suporta este protocolo. O Common Unix Printing System (ou CUPS), que é mais comum em distribuições modernas do Linux e também encontrado no Mac OS X, suporta o LDP bem como o Internet Printing Protocol (IPP). Soluções comerciais estão disponíveis que também influenciam componentes do protocolo de impressão da Berkeley, onde funcionalidades e desempenhos mais robustos são necessárias que as disponíveis do LPR/LPD (ou CUPS) isolado (como pode ser requerido em ambientes corporativos grandes). A Especificação do Protocolo LDP está documentada no RFC1179.

## Uso
Um servidor para o protocolo LPD ouve por requisições na porta TCP 515. Uma requisição começa com um byte contendo o código de requisição, seguido pelos argumentos da requisição, e é terminado por um caractere ASCII LF.
Uma impressora LPD é identificada pelo endereço IP da máquina servidora e pelo nome de fila naquela máquina. Muitos nomes de fila diferentes existem em um servidor LPD, com cada fila tendo configurações únicas. Observe que o nome de fila LPD é sensível a caixa. Algumas implementações modernas de LPD em impressoras de rede podem ignorar a caixa ou nome de fila completo e enviar todos os trabalhos à mesma impressora. Outras possuem a opção de criar automaticamente uma nova fila quando um trabalho de impressão com um novo nome de fila é recebido. Isto ajuda a simplificar a configuração do servidor LPD. Algumas empresas (por exemplo D-Link no modelo DP-301P+) possuem uma tradição de chamar o nome de fila de "lpt1" ou "LPT1".
Uma impressora que suporte LPD/LPR é algumas vezes referida como uma "impressora TCP/IP" (TCP/IP é usado para estabelecer conexões entre impressoras e clientes em uma rede), apesar que este termo seja igualmente aplicável a uma impressora que suporta o Internet Printing Protocol.